# Babina (djur)
Babina är ett släkte av groddjur. Babina ingår i familjen egentliga grodor.
Verket Amphibian Species of the World: an Online Reference listar två arter:
- Babina holsti
- Babina subaspera

Catalogue of Life listar dessutom följande taxa:
- Babina adenopleura
- Babina caldwelli
- Babina chapaensis
- Babina daunchina
- Babina lini
- Babina okinavana
- Babina pleuraden

Arterna som listas av Amphibian Species of the World förekommer på Ryukyuöarna i södra Japan. Babina listades tidvis som undersläkte till släktet Rana.